# جاگهد جونز
فورسایت پندلتون جاگهد جونز سوم (به انگلیسی: Forsythe Pendleton Jughead Jones III) یکی از شخصیت‌های داستانی ایجاد شده توسط باب مونتانا و جان ال. گلدواتر در آرچی کامیکس است که اولین بار در پاپ کامیکس شماره ۲۲ ظاهر شد.